# Het är min längtan
Het är min längtan är en svensk dramafilm från 1956 i regi av Bengt Logardt. I huvudrollerna ses Margit Carlqvist, Alf Kjellin, Bengt Logardt och Karl-Arne Holmsten.

## Om filmen
Filmen premiärvisades 19 november 1956. Den spelades in vid Europa Studio i Sundbyberg med exteriörer från bland annat Karolinska sjukhuset i Solna, Centralstationen och Rådhuset med flera platser i Stockholm av Jan Lindeström. Filmen har som förlaga Ingrid Beijes roman Saliga äro de ofruktsamma som utgavs 1955.

## Rollista i urval
- Margit Carlqvist - Nina Falker, sjuksköterska
- Alf Kjellin - Mikael Strömfors, konstnär, Ninas första man
- Bengt Logardt - Hans Falker, kirurg, Ninas andra man
- Karl-Arne Holmsten - Erik Ask, förlossningsläkare
- Ulla Sjöblom - Iris Ask, hans fru
- Naima Wifstrand - Lisa Falker, Hans mor
- Catrin Westerlund - Solveig
- Birgit Rosengren - hotellvärdinnan
- Åke Claesson - herr Adén, Ninas far
- Linnéa Hillberg - fru Adén, Ninas mor
- Ulla-Bella Fridh - Maj-Britt, prostituerad
- Marianne Aminoff - fru Grönberg, blivande mor
- Inga Sarri - Mona, femtonårig bliviande mor
- Henrik Schildt - överläkare
- Mats Bahr - Björn Lilja, gäst på ateljéfesten

## Musik i filmen
- Sjungom studentens lyckliga dag (Studentsång), kompositör Prins Gustaf, text Herman Sätherberg
- Ein Sommernachtstraum. Hochzeitmarsch En midsommarnattsdröm. Bröllopsmarsch), kompositör Felix Mendelssohn-Bartholdy, instrumental.
- Nu är det jul igen, sång Alf Kjellin
- Hej, tomtegubbar
- När juldagsmorgon glimmar, tysk text  Abel Burckhardt, instrumental.
- Så het är min längtan, kompositör Harry Arnold, text Bengt Logardt, sång Lily Berglund
- Stjärnorna kvittar det lika, kompositör Tor Bergner, text Nils Ferlin, instrumental.